# Osaka
Osaka (jap. 大阪市 Ōsaka-shi) – trzecie co do wielkości miasto w Japonii. Leży w południowo-zachodniej części wyspy Honsiu, w regionie Kinki (Kansai), nad zatoką Osaka na styku Morza Wewnętrznego i Oceanu Spokojnego, u ujścia rzeki Yodo. Jest stolicą prefektury o tej samej nazwie i częścią obszaru metropolitalnego Keihanshin zamieszkiwanego przez około 18 mln osób.

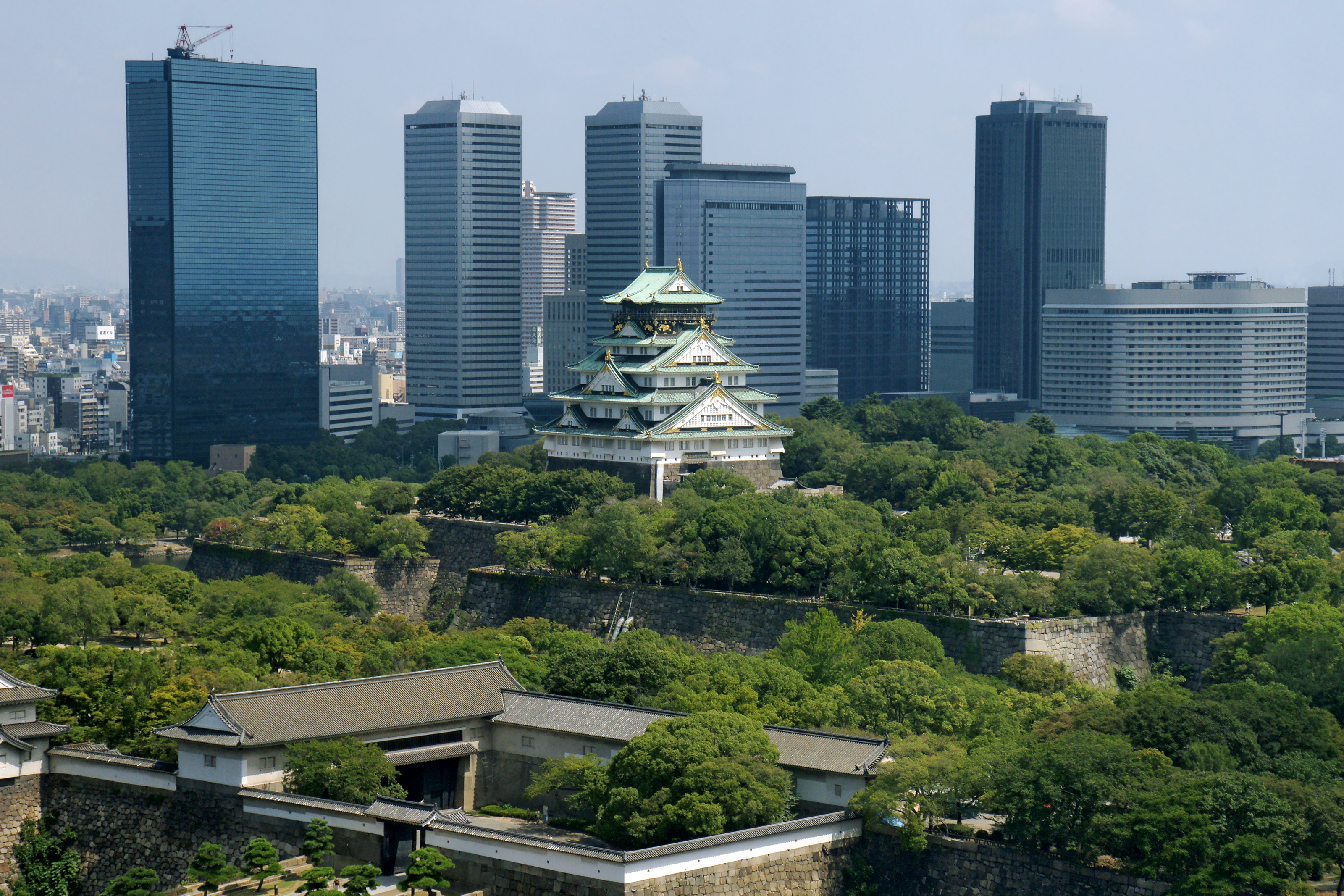
Zamek Ōsaka

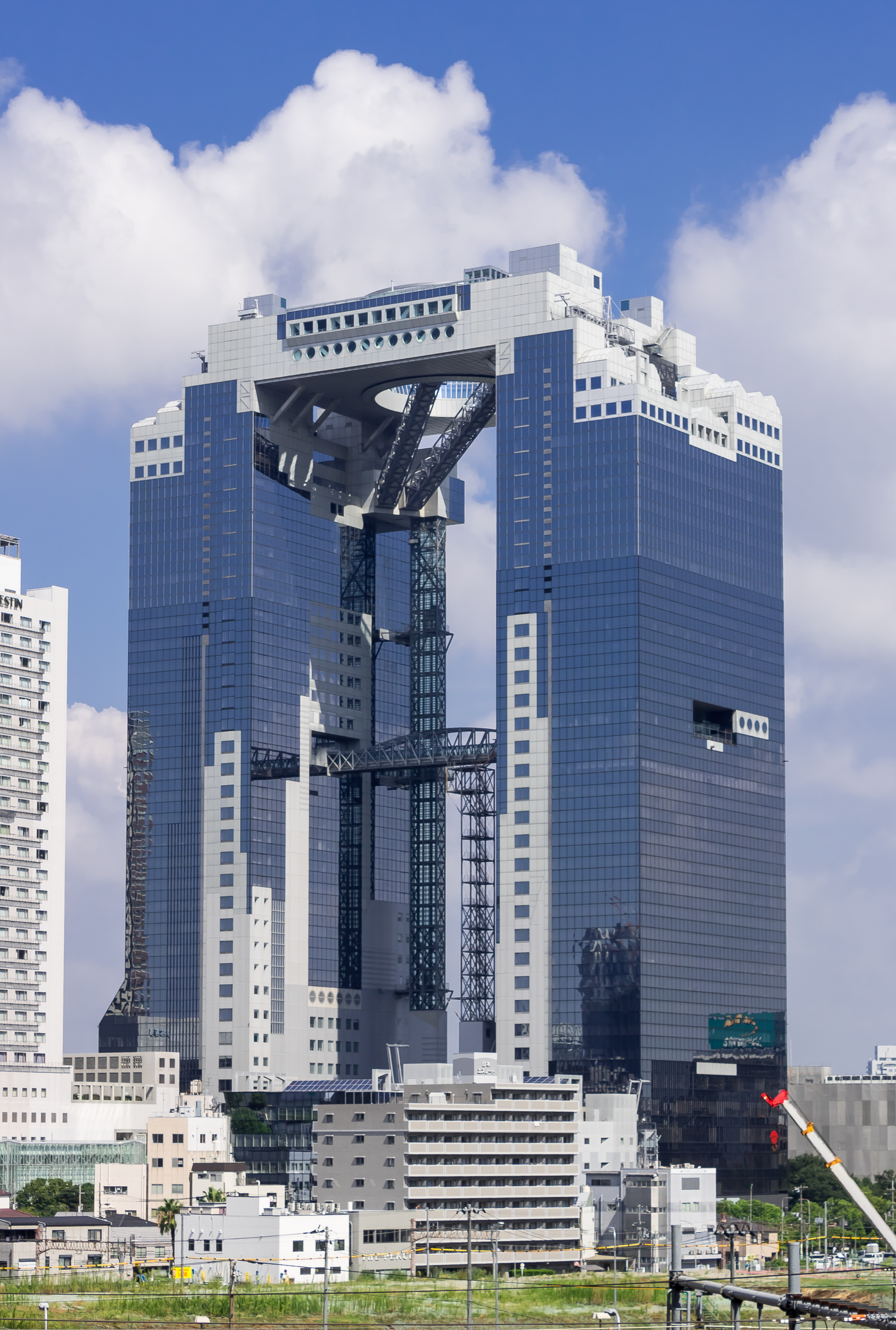
Umeda Sky Building

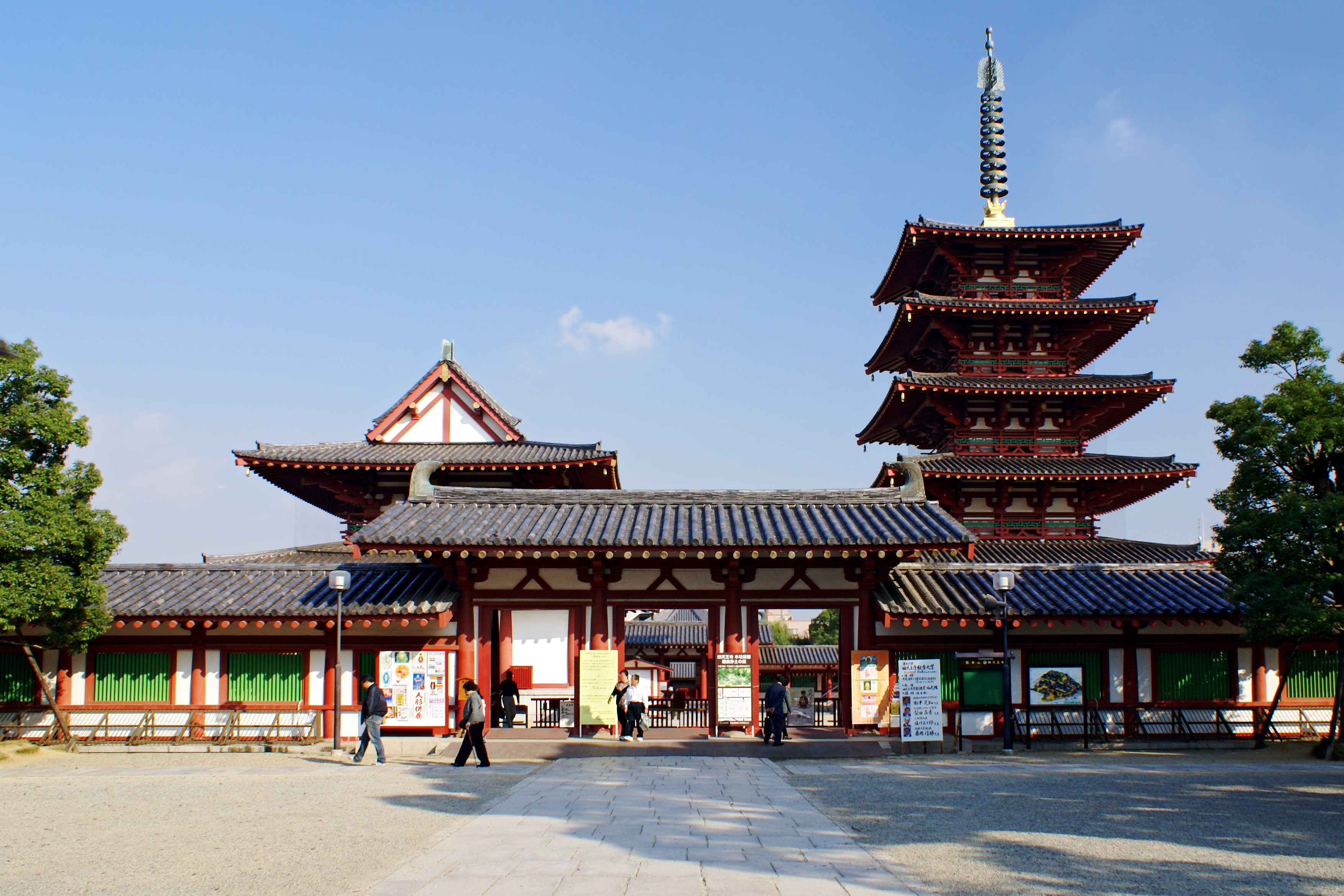
Shitennō-ji

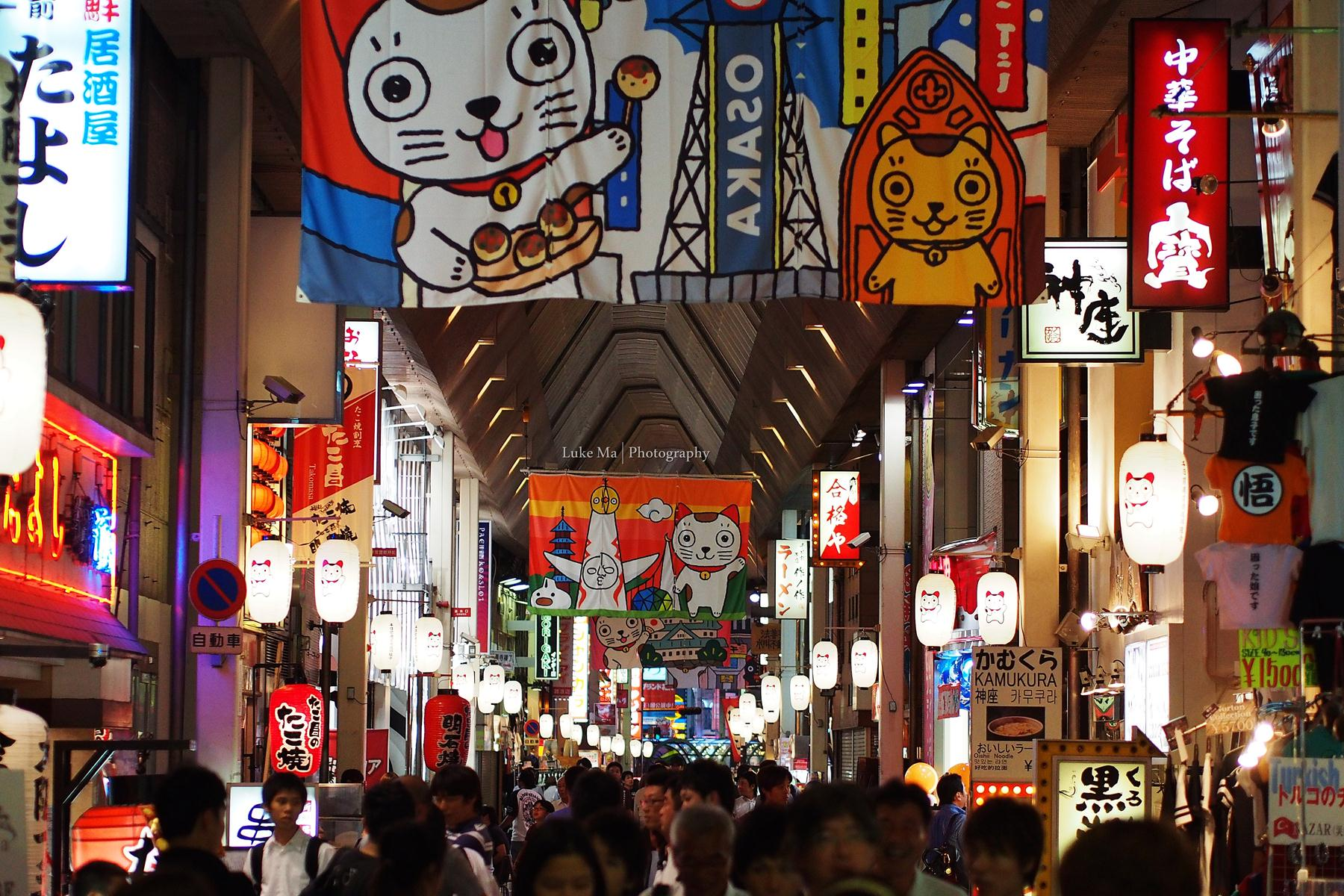
Shinsaibashi

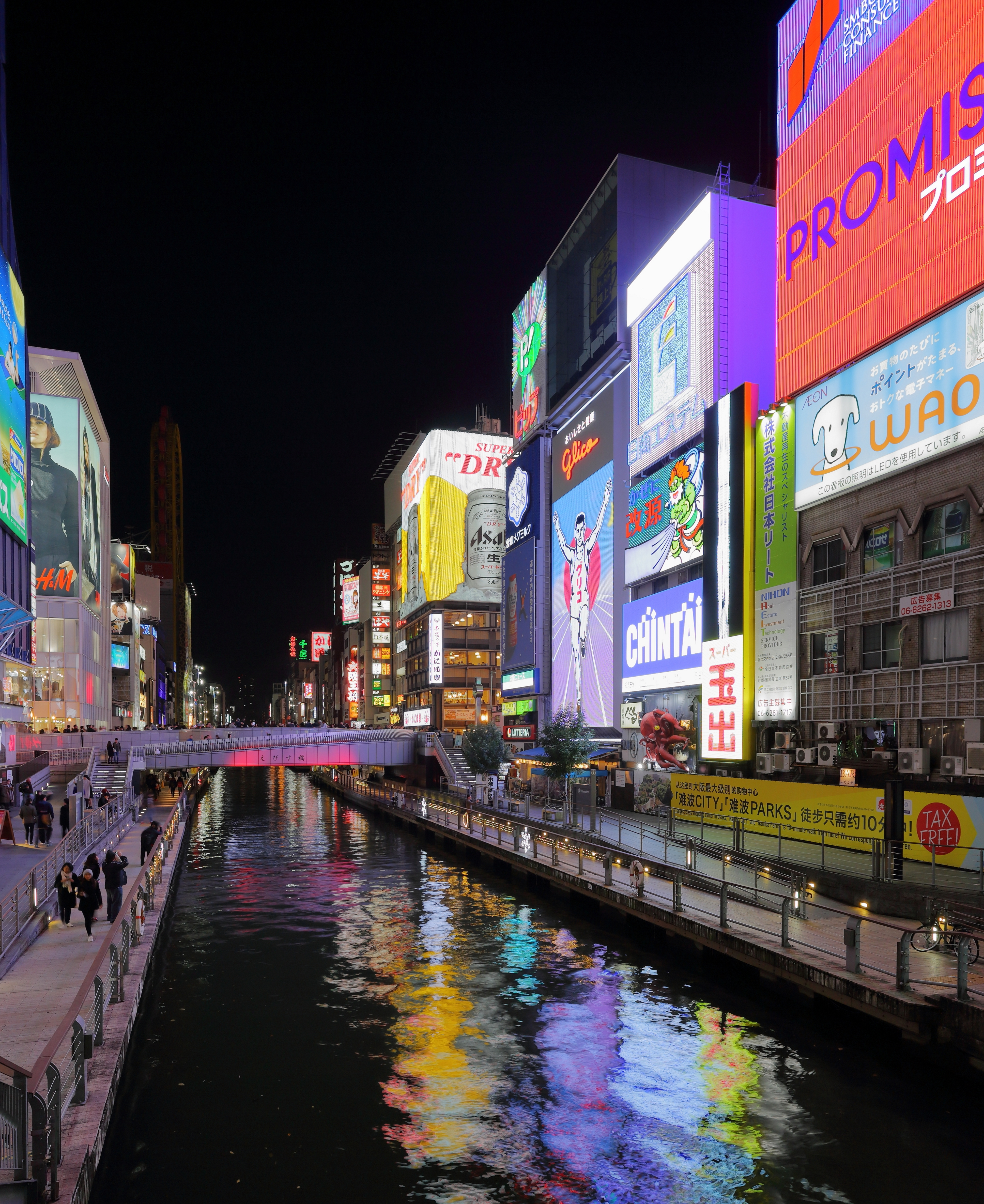
Dōtonbori

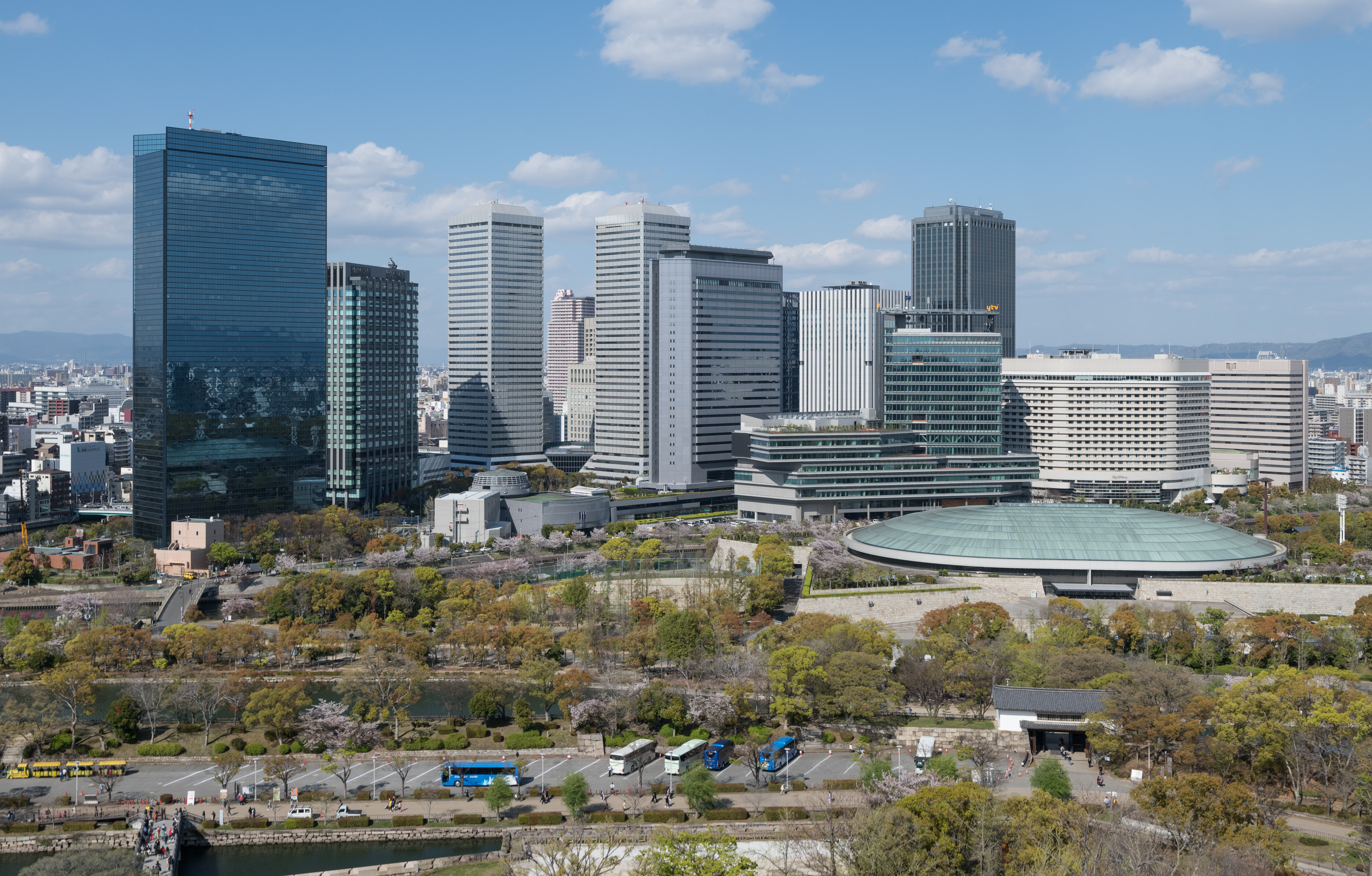
Osaka Business Park, widok z zamku

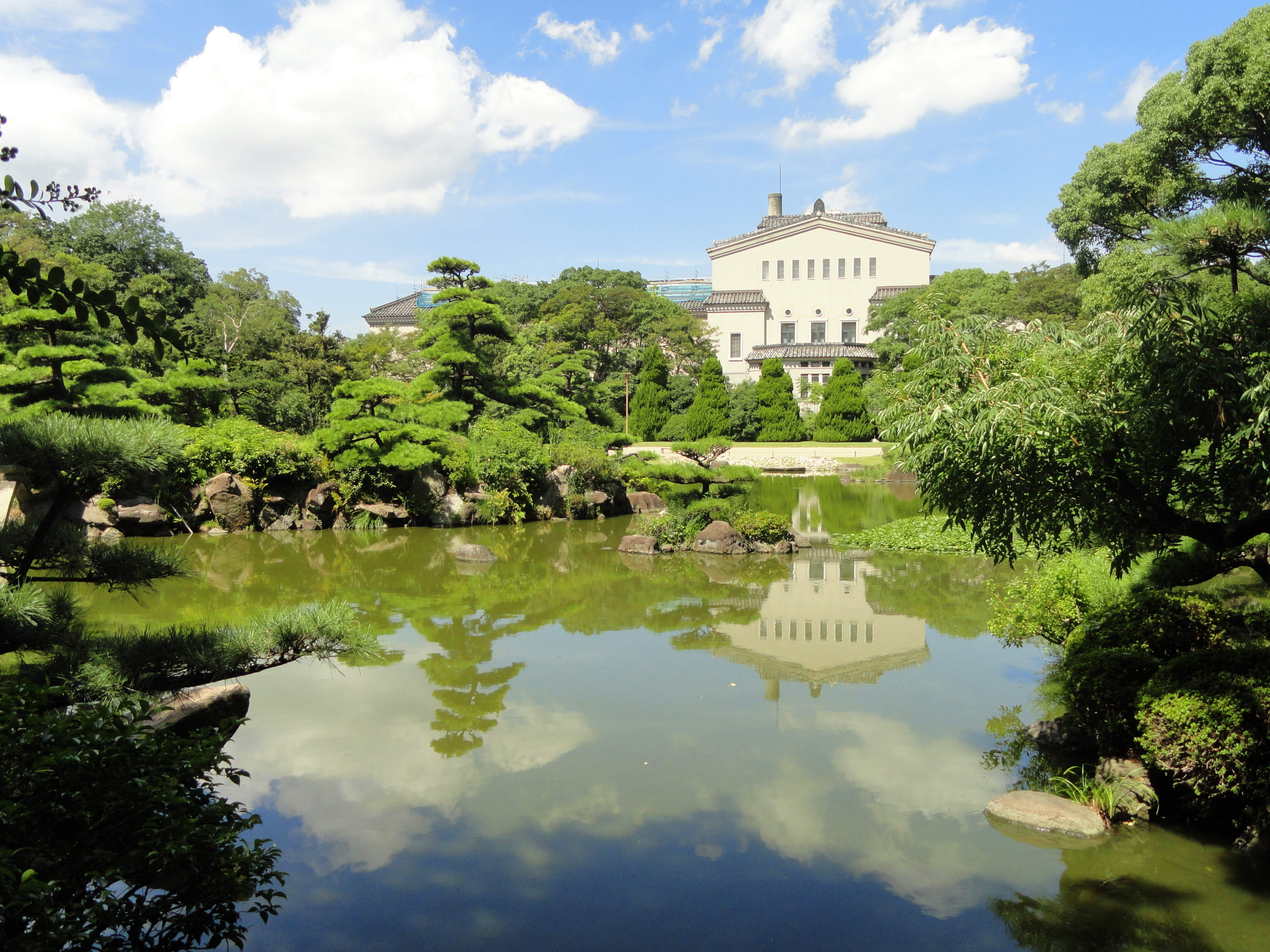
Ogród Keitaku-en, w głębi Osaka City Museum of Fine Arts

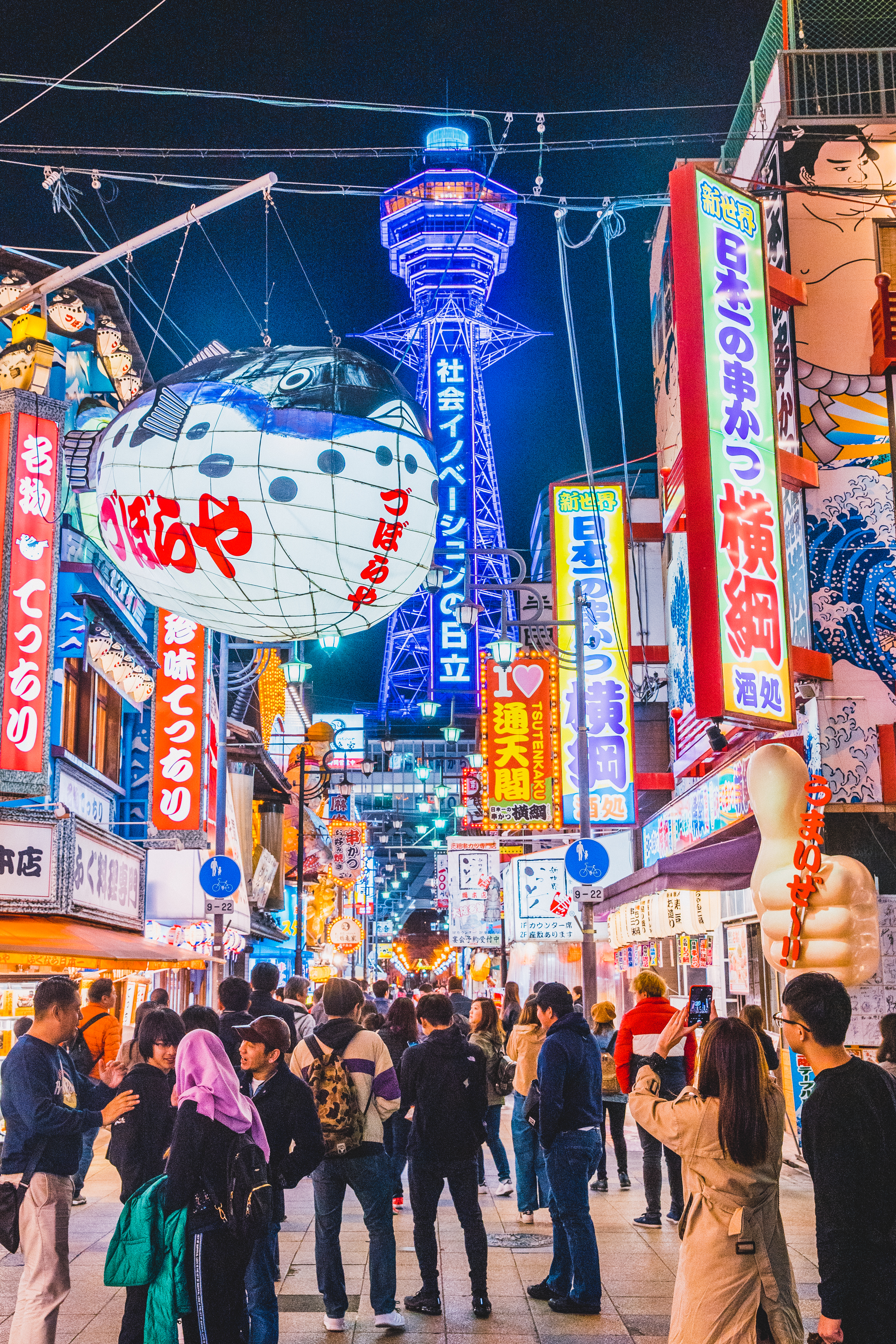
Shinsekai, w głębi wieża Tsutenkaku

Osaka jest jednym z najważniejszych ośrodków przemysłowych, handlowo-usługowych, kulturalno-naukowych i rozrywkowych w kraju, o niezwykle potężnym potencjale ekonomicznym, konkurującym z Tokio. Jest to także jeden z najważniejszych węzłów komunikacyjnych i największych portów morskich w kraju.

## Historia
W starożytności Osaka nazywała się Naniwa. Nazwa ta pojawia się we wczesnych dokumentach historycznych. Cesarz Kōtoku uczynił ten obszar swoją stolicą i nazwał go Naniwa-no-miya (stolica Naniwy). Dzięki położeniu nad dużą zatoką Morza Wewnętrznego i nad rzekami, szybko powstał tu ważny port morski zorientowany przede wszystkim na Chiny i królestwa na Półwyspie Koreańskim. W IV wieku Naniwa była już jednym z najważniejszych ośrodków handlu. Główne drogi transportu tworzyła sieć kanałów, utrzymywana i powiększana w ten sposób, że z urobku wykopów formowano sztuczny ląd.
W 1496 r. buddyjska sekta Jōdo-shinshū założyła w Ishiyamie (dzisiaj część Osaki) swoją mocno ufortyfikowaną siedzibę, świątynię Ishiyama Hongan-ji.
W 1576 r. Nobunaga Oda rozpoczął oblężenie świątyni, które trwało do 1580 r., a zakończyło się kapitulacją mnichów i wyburzeniem ich siedziby. Na jej miejscu Hideyoshi Toyotomi postawił własną budowlę – zamek Ōsaka.
Od średniowiecza do okresu Meiji Osaka nazywała się Ōzaka (大坂). W tamtych czasach była drugim pod względem wielkości i gospodarczo najważniejszym miastem Japonii. Wielowiekowy rozwój handlu przyczynił się do tego, że mieszkańcami Ōzaki byli głównie rzemieślnicy i kupcy. Dla wielu mieszkańców nastały jednak ciężkie czasy, kiedy na początku XVII wieku do władzy doszli siogunowie z rodu Tokugawa. Wprowadzenie neokonfucjanizmu jako religii panującej, której idee ściśle regulowały hierarchię społeczeństwa i uczynienie z kupców najniżej ulokowaną grupę społeczną, którą pozbawiono większości praw, spowodowało, że mieszkańcy miasta z wielkim dystansem i niechęcią zapatrywali się później na dalsze poczynania kasty rządzącej z Edo. Pod koniec XVII wieku fortuny samurajskich rodów zaczęły się jednak kurczyć, a osakijskie rodziny kupieckie urosły w bogactwo i potęgę, dając początek obecnym biznesmenom.
Niechęć wobec Edo i kultury tworzonej przez siogunat Tokugawa sprawiła, że mieszkańcy Ōzaki usiłowali zachować niezależność i odmienność od stolicy wojskowej poprzez dbałość o własną kulturę. W 1657 r. pożar strawił znaczną część Edo, w tym Yoshiwarę, w której istniało bardzo dużo teatrów kabuki. W wyniku tego, wielu aktorów na stałe przeniosło się do Ōzaki, która stała się głównym ośrodkiem teatru kabuki. Do dziś jest ośrodkiem unikalnej, lalkarskiej sztuki teatralnej bunraku.
Po przełamaniu trwającej przeszło 200 lat izolacji Japonii, obaleniu siogunatu Tokugawa i przywróceniu realnej władzy cesarzowi, miasto zmieniło nazwę na Ōsaka, a jej mieszkańcy wznowili kontakty z obcokrajowcami, zapoznając się z najnowszymi zdobyczami nauki, medycyny i techniki. W wyniku restauracji Meiji miasto stało się jednym z głównych ośrodków kształtujących nowy system powszechnego szkolnictwa i rozwoju nauki, czego dowodem może być założenie w tym czasie kilku uczelni, które szybko zyskały renomę.
Jednocześnie, olbrzymie inwestycje w cesarską stolicę, jaką stało się Tokio, zaniedbały Osakę. Doprowadziło to do kurczenia się jej dobrobytu i systematycznego spadku wysokiej pozycji na rzecz Tokio i pierwszych otwartych portów morskich dla zagranicznych kontrahentów, jak Hakodate, Jokohama, Kobe czy Nagasaki. Mimo to osakijczycy własnymi siłami postanowili na wzór zachodni zmodernizować miasto. W 1874 r. Osaka uzyskała połączenie kolejowe z nieodległym Kobe, a w 1877 r. z Kioto.
Osaka okazała się atrakcyjnym miastem dla rozwoju przemysłu i począwszy od lat 80. XIX wieku budowano nowoczesne fabryki, stocznie i rafinerie. W 1903 r. uruchomiono pierwszą linię tramwajową, a w dzielnicy Tennōji zorganizowano V Narodową Wystawę Przemysłu, podczas której demonstrowano najnowsze zdobycze techniki.
I wojna światowa przyspieszyła rozwój przemysłu, kiedy lekki przemysł bawełniany stracił na ważności na rzecz przemysłu ciężkiego i chemicznego. Gwałtowna industrializacja przyczyniła się jednak do znacznej degradacji środowiska naturalnego w regionie Hanshin. Nadmiar odpadów z licznych fabryk, skażenie rzek i unoszący się nad miastem gęsty smog sprawiły, że przez Europejczyków Osaka została okrzyknięta „Manchesterem Orientu”. Od połowy lat 20. do początku lat 30. XX wieku Osaka była najbardziej zaludnionym miastem Japonii i szóstym na świecie. W latach 1920–1940 ludność Osaki zwiększyła się z 1,3 do 3,3 mln zameldowanych osób.
W czasie II wojny światowej Osaka była jednym z najważniejszych celów amerykańskich nalotów bombowych. Miasto legło w gruzach i straciło niemal wszystkie zabytki. Po wojnie pełni nadziei na odzyskanie dawnej świetności miasta mieszkańcy budowali Osakę, opierając się na nowych planach urbanistycznych. Rozwój przemysłu w Osace wprawdzie ustał z powodu braku przestrzeni budowlanej i nowych ujęć wody gruntowej, ale miasto, zgodnie z zamierzeniami szybko stało się nową potęgą ekonomiczną.
W latach 50. i 60. XX wieku zaczęto realizować projekty mające na celu zagospodarowanie nowych dzielnic portowych na sztucznych wyspach i wybrzeżach. Powstały tam nowe fabryki, magazyny i tereny składowe, do których doprowadzono autostrady na estakadach i linie kolejowe dla transportu przeładunkowego. Mimo to w następnej dekadzie stary port w Osace zaczął obumierać. Rewolucyjne przemiany w technice transportu i handlu międzynarodowym spowodowały zmniejszenie, a w niektórych asortymentach towarów nawet zanik potrzeb przeładunkowych.
Choć Osaka w dalszym ciągu pozostaje jednym z najważniejszych ośrodków przemysłu w Japonii, miasto zyskało na uznaniu dzięki rozwojowi sektora handlowo-usługowo-finansowego. Sektor ten stał się najbardziej dochodową dziedziną gospodarki miasta, dzięki czemu Osaka uważana jest dziś za przodujący w Japonii ośrodek biznesu i jeden z najważniejszych na świecie. W 1970 r. w miejscowości Suita – pod Osaką – odbyła się, pierwsza w Azji, wystawa światowa Expo, którą odwiedziło przeszło 64 mln osób. Wydarzenie to zareklamowało na świecie Osakę jako bardzo atrakcyjne miasto do zakładania filii zagranicznych korporacji.
W tym samym czasie, w okresie aktywnie działających ruchów ekologicznych, władze miasta uświadomiły sobie, że prestiż Osaki, jak i standard życia jej mieszkańców, zależy od stanu środowiska naturalnego. Wydano rygorystyczne przepisy ograniczające emisję gazów trujących przez zakłady produkcyjne, zapoczątkowano badania nad alternatywnymi źródłami odnawialnymi, założono wiele ogrodów i parków rekreacyjnych. W 1990 r. zorganizowano pierwszą w Azji Międzynarodową Wystawę Parków i Ogrodów z udziałem 83 państw i 55 organizacji, którą odwiedziło ponad 23 mln gości.
W późniejszych latach Osaka także prezentowała się jako dogodny ośrodek dla międzynarodowych wystaw, konferencji, imprez sportowych i kulturalnych. W 1995 r. w mieście odbył się szczyt poświęcony dalszej współpracy gospodarczej krajów APEC, a w 2002 r. spotkanie przedstawicieli OPEC. W tym samym roku w mieście tym odbyły się mistrzostwa świata w piłce nożnej.

## Demografia
Populacja Osaki w 1650 r. wynosiła 220 tys. osób, w 1850 – 330 tys., 1940 – 3,5 mln,  1945 – 1,1 mln, 1965 – 3,2 mln, 1985 – 2,6 mln.
W latach 60. XX w. Osaka osiągnęła przedwojenne zaludnienie przekraczające 3 mln mieszkańców. Jednakże wraz ze wzrostem kosztów utrzymania, zanieczyszczeniem powietrza i hałasem coraz więcej mieszkańców zaczęło osiedlać się na przedmieściach w okolicznych miastach-satelitach. Obecnie Osakę zamieszkuje ponad 2,7 mln osób, co na powierzchni 225 km² daje gęstość zaludnienia ponad 12 tys. osób na 1 km². W ciągu dnia liczba ludności przebywającej w Osace waha się w granicach 3,6 – 3,8 mln, ponieważ znaczna część ludności z okolicznych miejscowości dojeżdża do pracy i szkół wyższych w Osace.
Spośród około 118 tys. obcokrajowców zamieszkujących Osakę ponad 90 tys. stanowią Koreańczycy, skupieni głównie w Tsuruhashi w dzielnicy Ikuno-ku.

## Gospodarka
Osaka jest jedną z metropolii globalnych. Ma znaczny udział w wytwarzaniu produktu krajowego brutto (2. miejsce wśród miast Japonii i 7. miejsce wśród miast świata w 2005 r.).
Ponad 30 tys. fabryk i zakładów produkcyjnych okręgu metropolitarnego Keihanshin dostarcza około 1/10 całkowitej produkcji przemysłowej w Japonii. W Osace silnie rozwinięty jest przemysł metalurgiczny (hutnictwa żelaza i metali nieżelaznych), maszynowy, elektrotechniczny, elektroniczny, materiałów budowlanych, ceramiczny, skórzany, włókienniczy, szklarski i spożywczy. Wzdłuż wybrzeży i na sztucznych wyspach działają rafinerie ropy naftowej i skoncentrowany jest przemysł stoczniowy, chemiczny, drzewny, papierniczy i poligraficzny.
Najbardziej dochodową dziedziną gospodarki Osaki jest jednak sektor handlowo-usługowo-finansowy, w którym pracuje 3/4 siły roboczej. Według MasterCard w 2008 r. Osaka zajęła 19. pozycję wśród miast przodujących w konkurencyjności handlu i finansów na świecie. Osakijska giełda papierów wartościowych pod względem pieniężnym jest drugą co do wielkości w kraju i jedną z bardziej znaczących w gospodarce światowej.
Metropolia ta i jej okolice są ośrodkami narodzin wielu ogromnych japońskich korporacji, m.in. takich marek, jak: Daiwa, Daimaru, Marubeni, Matsushita, Sanyo, Sumitomo i Suntory. Działają tu liczne banki, towarzystwa ubezpieczeniowe, firmy telekomunikacyjne, największe w kraju domy towarowe, luksusowe hotele, ośrodki międzynarodowego handlu i mają tu swoje siedziby i filie agencje prasowe, stacje radiowe i telewizyjne.
Niezwykle istotnym elementem gospodarczym Osaki jest także biznes związany z szeroko rozumianą rozrywką, hazardem, kulturą, modą i kuchnią – odbywają się tu m.in. liczne festiwale muzyczne, międzynarodowe targi mody, imprezy sportowe oraz funkcjonują dziesiątki tysięcy placówek gastronomicznych i rozrywkowych. Miasto jest jednym z najdroższych, lecz zarazem jednym z najbogatszych na świecie, a jego mieszkańcy prowadzą życie o wysokim standardzie.

## Atrakcje
- Zamek Ōsaka, budowany w latach 1583–1598 roku, wielokrotnie odbudowywany.
- Świątynia buddyjska Shitennō-ji (Czterech Królów Nieba), jedna z najstarszych w Japonii, założona w 593 roku przez księcia Shōtoku, który wspierał wprowadzenie buddyzmu do Japonii[1].
- Chramy shintō: Ōsaka Tenman-gū założony w X wieku, poświęcony dworzaninowi, poecie i kaligrafowi o nazwisku Michizane Sugawara (845–903)[2] i Imamiya Ebisu-jinja[3].
- Liczne muzea, w tym m.in.: National Museum of Art (Kokuritsu Kokusai Bijutsukan), Osaka Science Museum (Ōsaka Shiritsu Kagakukan), Osaka Museum of History (Ōsaka Rekishi Hakubutsukan), Osaka Culturarium at Tempozan (Ōsaka Bunkakan・Tenpōzan; dawniej Muzeum Suntory)[4][5].
- Duża liczba parków rozrywki włączając w to: Universal Studios Japan i Expoland.
- Parki: 
  - Sumiyoshi (najstarszy w Osace);
  - Tsurumi Ryokuchi o powierzchni 123 ha usytuowany na terenie byłej Międzynarodowej Wystawy Ogrodów i Zieleni 1990. Po Expo miejsce to zostało przekształcone w park, w którym o każdej porze roku kwitną kwiaty. Ponadto, są tam urządzenia do zabaw dla dzieci, pole namiotowe, miejsce do grillowania, ujeżdżalnia koni, całoroczny basen i centrum sportowe[6];
  - w Tennōji Kōen o powierzchni ok. 280 000 m² znajdują się: (1) galeria sztuki japońskiej i orientalnej Osaka City Museum of Fine Arts (Ōsaka Shiritsu Bijutsukan), (2) mały park Keitaku-en, w przeszłości własność rodziny Sumitomo, (3) szklarniowy ogród botaniczny, (4) zoo.
- Kaiyūkan – jedno z najbardziej spektakularnych akwariów w Japonii, znane ze swojej innowacyjnej prezentacji zwierząt wodnych Pacyfiku w odtworzonym środowisku ich naturalnych siedlisk. W kilkunastu ogromnych zbiornikach odtworzony jest określony region oceanu dla łącznie 30 tys. stworzeń obejmujących 620 gatunków, w tym: wydry, lwy morskie, pingwiny, delfiny, rekiny wielorybie, płaszczki, meduzy[7].
- Shinsaibashi – elegancka dzielnica ekskluzywnych kawiarni, herbaciarni, domów towarowych, butików, sklepów z kimonami, porcelaną, kosmetykami, biżuterią, lokalnymi produktami rzemieślniczymi[8].
- Amerikamura (lokalnie zwana Ame-mura) – dzielnica handlowa porównywana do tokijskiego Harajuku, pierwotnie nazwana „American Village” ze względu na skupienie się na imporcie zachodnich towarów. Chociaż niewiele tu przypomina USA, stała się centrum kreatywnej mody i rozrywki oraz enklawą młodzieży buntującej się przeciwko uniformizacji życia społecznego, źródło narodzin subkultur młodzieżowych[9].
- Yoroppa-mura – niewielka dzielnica ze sklepami i restauracjami w europejskim stylu (przeważnie włoskim, francuskim, angielskim i irlandzkim).
- Tsuruhashi – centrum dzielnicy koreańskiej z bazarami, restauracjami i sklepami oferującymi produkty w koreańskim stylu. Populacja Koreańczyków w Osace liczy około 200 tys. osób[10].
- Dōtonbori – dzielnica teatrów (niektóre z nich – kabuki, ningyō-jōruri – powstały w drugiej połowie XVII wieku, grano w nich sztuki m.in. Monzaemona Chikamatsu), kabaretów, restauracji z lokalnymi potrawami, klubów karaoke, kasyn i salonów gier. Znajduje się tu jedno z największych na świecie podziemnych centrów handlowo-usługowych i labirynty krytych pasaży handlowych. W Dōtonbori fasady budynków ozdobione są fantastycznymi reklamami mechanicznymi, a wejścia restauracji, klubów i salonów gier otoczone gigantycznymi, podświetlanymi maskami i rzeźbami. Dzięki olbrzymim telebimom, billboardom na ścianach budynków, świetlnym szyldom i neonom odbijającym się w wodach kanału, Dōtonbori stało się jedną z kilku inspiracji dla Ridleya Scotta w stworzeniu futurystycznej metropolii w filmie Łowca androidów. Nazwa Dōtonbori pochodzi od nazwiska Yasui Dōtona, który zapoczątkował budowę kanału, ukończonego w 1615 roku przez jego kuzyna. Bori (udźwięcznione  hori) oznacza „fosę” lub „kanał”[11].
- Nipponbashi lub inaczej Den-Den Town – region domów towarowych i sklepów oferujących produkty elektrotechniczne i elektroniczne (kalkulatory, telefony, komputery, sprzęt RTV, AGD itp.), porównywany z tokijską dzielnicą Akihabara. Jest to także jeden z największych w kraju ośrodków sprzedaży: komiksów, filmów i gier komputerowych manga[12].
- Dōyama-chō – największa w zachodniej Japonii enklawa gejowska z ogromną liczbą klubów, barów i dyskotek przeznaczonych dla mniejszości seksualnych.
- Tobita Shinchi lub Tobita Yūkaku – dzielnica sex-shopów, salonów masażu, domów publicznych i łaźni w tradycyjnym stylu. Choć w Japonii prostytucja od 1958 roku jest formalnie zabroniona, przepisy antyprostytucyjne są martwe, społeczne przyzwolenie na prostytucję duże, a widok sprzedaży usług seksualnych w Tobicie jest bardziej rażący, niż w pozostałych dzielnicach rozkoszy innych miast japońskich. Skąpo odziane dziewczęta kuszą w oknach wystawowych domów publicznych lub bezpardonowo spacerują głównymi ulicami dzielnicy zachęcając przechodniów do skorzystania z ich usług.
- Shinsekai („Nowy Świat”) – dzielnica restauracji i barów, teatrzyków, klubów karaoke, shōgi, madżonga (mājan), salonów pachinko, a także wielkiego kompleksu łaźni z dużą liczbą basenów o nazwie Spa World[13]. Naturalna gorąca woda źródlana jest pompowana głęboko spod ziemi. W centrum dzielnicy stoi wieża Tsūtenkaku („Wieża Sięgająca Nieba”) o wysokości 103 m[14].

## Dzielnice miasta
W Osace znajdują się 24 dzielnice:
| ←zachód        | Wzajemne relacje okręgów | Wzajemne relacje okręgów | Wzajemne relacje okręgów | wschód→         |
| Nishi-Yodogawa | Nishi-Yodogawa           | Yodogawa                 | Higashiyodogawa          | Higashiyodogawa |
| Konohana       | Fukushima                | Kita                     | Miyakojima               | Asahi           |
| Minato         | Nishi                    | Chūō                     | Jōtō                     | Tsurumi         |
| Taishō         | Naniwa                   | Tennōji                  | Higashinari              |                 |
| Suminoe        | Nishinari                | Abeno                    | Ikuno                    |                 |
|                | Sumiyoshi                | Higashisumiyoshi         | Hirano                   |                 |

## Sport
- W 2007 roku Osaka była gospodarzem lekkoatletycznych mistrzostw świata.
- Od 2009 roku rozgrywany jest kobiecy turniej tenisowy, HP Open.
- W mieście działają dwa kluby piłkarskie: Cerezo Osaka i Gamba Osaka.
- Pochodzi stąd tenisistka Naomi Ōsaka.